# Lisanne de Witte
Lisanne de Witte (nascida em 10 de setembro de 1992) é uma neerlandesa sprinter. Ela competiu nas Olimpíadas de 2016 no Rio de Janeiro na equipa holandesa de 4 × 400 m estafetas que executou um recorde nacional de 3:26.98. Também competiu nos 400 metros nos Campeonatos Mundiais de Atletismo em Pista Coberta. Ela alcançou um recorde pessoal de 52.61s da série e ficou em terceiro lugar nas semifinais, mas foi excluída da fase final, depois de a equipe dos EUA argumentou que ela havia impedido Joanna de Atkins, que chegou em quarto lugar, atrás dela. No Campeonato da Europa de Atletismo de 2018 ela ganhou a medalha de bronze.
Sua irmã mais nova, Laura de Witte, também é uma velocista de 400 metros.

## Recordes pessoais
Exterior
- 400 metros - 50,77 (Berlim 2018)
- 800 metros - 02: 05.39 (Antuérpia 2013)
- Revezamento 4 × 400 m - 3: 26,98 (Rio de Janeiro 2016)

Interior
- 400 metros - 52,43 (Boston 2017)